# Sandymount

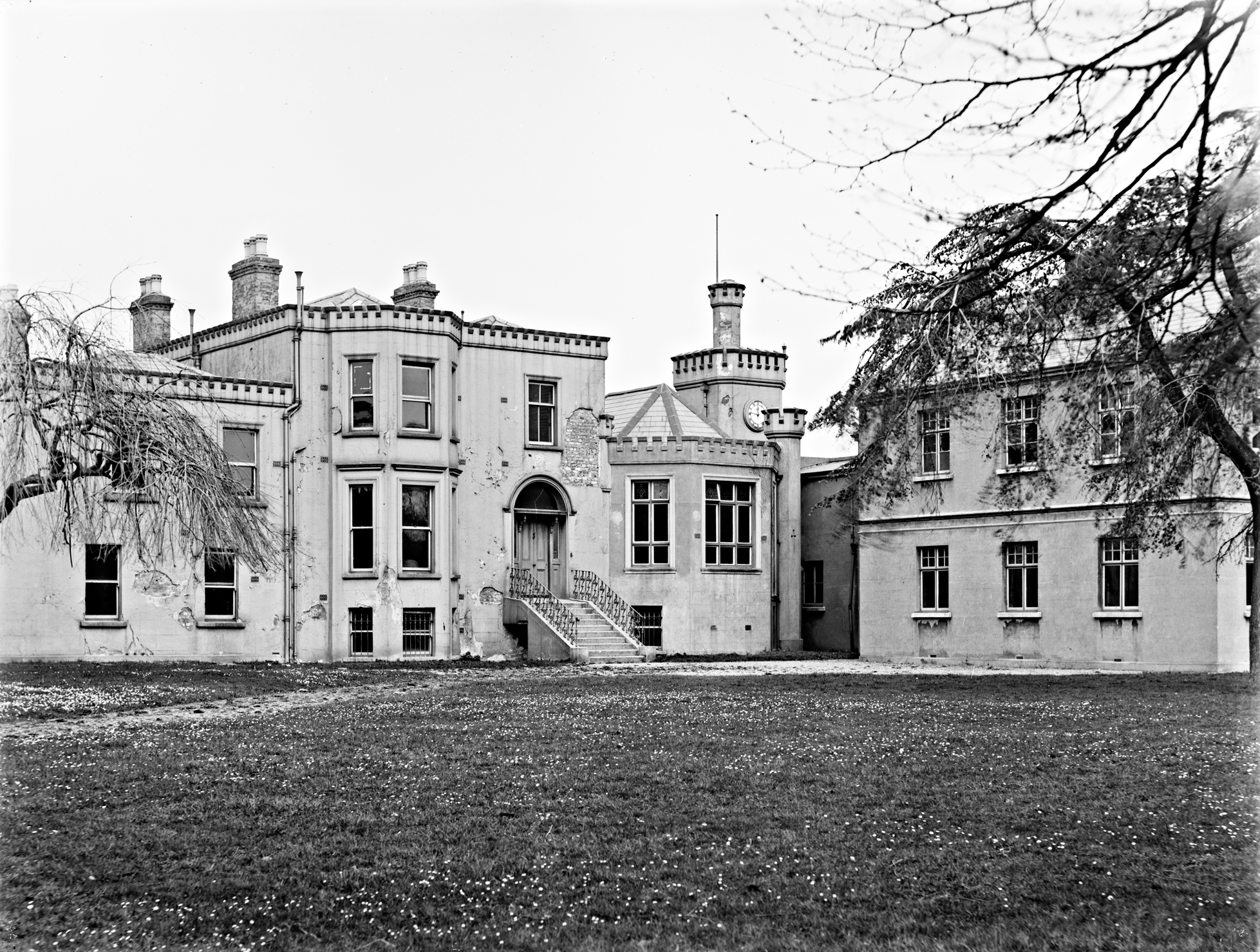
Sandymount castle in 1909

Sandymount (Iers: Dumhach Thrá) is een wijk van Dublin, aan de zuidkant van de stad. De wijk heeft een eigen DART-station. In het centrum van Sandymount ligt het park Sandymount Green.
Sandymount is de geboorteplaats van de beroemde Ierse schrijver William Butler Yeats. Een verdere literaire associatie is dat Sandymount en het aan Dublin Bay gelegen Sandymount Strand genoemd worden in het boek Ulysses van James Joyce.